# 婦人補導院法
婦人補導院法（ふじんほどういんほう、昭和33年3月25日法律第17号）は、売春婦の更生に関する法律で、売春防止法に対する一般法である。

## 概要
売春防止法により補導処分とされた売春婦を、社会生活に適応させるために必要な生活指導および職業の補導を行い、ならびにその更生の妨げとなる、心身の障害に対する医療を行うための施設である婦人補導院について規定している。
困難な問題を抱える女性への支援に関する法律附則4条の規定により、売春防止法が改正され補導処分が廃止され、附則10条の規定により婦人補導院法が廃止されることになった。これらの改正は、2024年4月1日から施行された。